# Acartia forcipata
Acartia forcipata är en kräftdjursart som beskrevs av I. C. Thompson och A. Scott 1898. Acartia forcipata ingår i släktet Acartia och familjen Acartiidae. Inga underarter finns listade i Catalogue of Life.